# Albert Friedrich Born
Albert Friedrich Born (* 1. Februar 1829 in Herzogenbuchsee; † 20. Oktober 1910 ebenda) war ein Schweizer Politiker (FDP) und Unternehmer.

## Leben
Albert Friedrich Born wurde am 1. Februar 1829 als Sohn des Johannes Born und der Annabarbara (geborene Gygax) in Herzogenbuchsee geboren. Er besuchte die Kantonsschule in Aarau. Nach ausgedehnten Reisen im Ausland kehrte er Anfang der 1850er Jahre in die Schweiz zurück und stieg ins Textilgeschäft als Fabrikant und Textilkaufmann ein. Er wurde zum Mitgründer der Seidenbandweberei Born, Moser & Cie, die aber aufgrund geschäftlicher Schwierigkeiten 1884 aufgelöst und von der Aktiengesellschaft Seidenbandweberei Herzogenbuchsee übernommen wurde, in der Born weiterhin beschäftigt war. Daneben war Born in den Jahren 1866 bis 1872 Vorstandsmitglied des Handels- und Industrieverein des Kantons Bern. Des Weiteren war er von 1870 bis 1872 Mitglied des Schweizerischen Handels- und Industrievereins.
Albert Friedrich Born, der 1854 Rosalie (geborene Flückiger) ehelichte, verstarb am 20. Oktober 1910 im Alter von 81 Jahren in Herzogenbuchsee.

## Politische Funktionen
Born sass zunächst als  freisinniger Politiker im Gemeinderat von Herzogenbuchsee und war daneben von 1865 bis 1885 im Berner Grossen Rat als Mitglied der radikalen Fraktion vertreten. Darüber hinaus war er Abgeordneter im Nationalrat von 1871 bis 1879.